# کیشا وایت
کیشا وایت (به انگلیسی: Keisha White) خواننده و ترانه‌سرا انگلیسی است.